# باول فرانكس
باول فرانكس (3 فبراير 1979 في المملكة المتحدة - ) (بالإنجليزية: Paul Franks)‏ هو لاعب كريكت نيوزلندي. شارك مع منتخب إنجلترا للكريكت. أما مع النوادي، فقد لعب مع نادي مقاطعة نوتنغهامشير للكريكت ‏ وفريق كانتربري للكريكت ‏.

## وصلات خارجية
- باول فرانكس على موقع إي آس بي آن كريك إنفو (الإنجليزية)